# CSD Liniers
Club Social y Deportivo Liniers – argentyński klub piłkarski z siedzibą w mieście San Justo wchodzącym w skład zespołu miejskiego Buenos Aires.

## Osiągnięcia
- MIstrz IV ligi argentyńskiej (Primera D): 1950
- Mistrz V ligi argentyńskiej (Primera D Metropolitana) (3): 1989/90, 1992/93, Clausura 2006

## Historia
Klub założony został 2 czerwca 1931 pod początkową nazwą Club Atlético Sportivo Liniers Sud. W 1941 klub przyjęty został do federacji piłkarskiej AFA organizującej klubowe mistrzostwa Argentyny i rozpoczął grę w lidze Tercera de Ascenso, czyli V lidze. W 1947 klub zmienił nazwę na Club Atlético Liniers, a w 1948 na do dziś używaną Club Social y Deportivo Liniers.